# La Superbe (roman)
Cet article concerne le roman d'André Chamson. Pour l'album de Benjamin Biolay, voir La Superbe.
La Superbe est un roman d’André Chamson paru en 1967 chez Plon.

## Présentation
Dans cet ouvrage, André Chamson fait le récit des huguenots condamnés aux galères sur La Superbe.
L'ouvrage est spécialement dédié « Aux descendants des combattants du désert et des galériens pour la foi. »